# Amtsbezeichnungen der Bundeswehrfeuerwehr

Verbandsabzeichen

Die Amtsbezeichnungen der Bundeswehrfeuerwehr sind in der Bundesbesoldungsordnung A (Anlage I zum Bundesbesoldungsgesetz) aufgeführt und Besoldungsgruppen zugeordnet. Die Amtsbezeichnungsabzeichen sind in der Bereichsvorschrift C-2042/2 Anzugordnung für das zivile Brandschutzpersonal der Bundeswehr beschrieben. Die Amtsbezeichnungen werden in den Bundeswehrfeuerwehren von den Beamten der Laufbahnen des mittleren, gehobenen und höheren technischen Verwaltungsdienstes, Fachrichtung feuerwehrtechnischer Dienst, geführt. Die Anwärter tragen eine Dienstbezeichnung, weil ihnen noch kein Amt im statusrechtlichen Sinne übertragen wurde.
Die Amtsbezeichnungsabzeichen werden als Schulterklappen auf der Dienstjacke getragen. Die Grundfarbe des Verbandsabzeichens ist schwarz, die Rahmen, Schriften und der Bundesadler sind silbern, bei Angehörigen des höheren feuerwehrtechnischen Diensts goldfarbig gewebt oder gestickt.

## Übersicht
| Laufbahn                              | Besoldungsgruppe  | Amts/Dienstbezeichnung                                                                      | Abkürzung  | Amts-/Dienstbezeichnungsabzeichen                 |
| ------------------------------------- | ----------------- | ------------------------------------------------------------------------------------------- | ---------- | ------------------------------------------------- |
| Mittlerer feuerwehrtechnischer Dienst | Anwärterbezüge mD | Brandmeisteranwärter                                                                        | BrdMA      | Rote Einfassung, ohne Streifen                    |
| Mittlerer feuerwehrtechnischer Dienst | A 7               | Brandmeister                                                                                | BrdM       | Rote Einfassung, mit drei roten Streifen          |
| Mittlerer feuerwehrtechnischer Dienst | A 8               | Oberbrandmeister                                                                            | OBrdM      | Rotsilberne Einfassung, mit drei roten Streifen   |
| Mittlerer feuerwehrtechnischer Dienst | A 9               | Hauptbrandmeister                                                                           | HBrdM      | Rotsilberne Einfassung, mit vier roten Streifen   |
| Gehobener feuerwehrtechnischer Dienst | Anwärterbezüge gD | Brandinspektoranwärter                                                                      | BrdIA      | Silberne Einfassung, ohne silberne Streifen       |
| Gehobener feuerwehrtechnischer Dienst | A 9               | Brandinspektor                                                                              | BrdI       | Silberne Einfassung, mit einem silbernen Streifen |
| Gehobener feuerwehrtechnischer Dienst | A 10              | Brandoberinspektor                                                                          | BrdOI      | Silberne Einfassung, mit zwei silbernen Streifen  |
| Gehobener feuerwehrtechnischer Dienst | A 11              | Brandamtmann                                                                                | BrdAmtm    | Silberne Einfassung, mit drei silbernen Streifen  |
| Gehobener feuerwehrtechnischer Dienst | A 12              | Brandamtsrat                                                                                | BrdAR      | Silberne Einfassung, mit vier silbernen Streifen  |
| Gehobener feuerwehrtechnischer Dienst | A 13              | Brandoberamtsrat                                                                            | BrdOAR     | Silberne Einfassung, mit fünf silbernen Streifen  |
| Höherer feuerwehrtechnischer Dienst   | Anwärterbezüge hD | Brandreferendar                                                                             | BrdRefd    | Goldene Einfassung, ohne Streifen                 |
| Höherer feuerwehrtechnischer Dienst   | A 13              | Brandrat                                                                                    | BrdR       | Goldene Einfassung, mit einem goldenen Streifen   |
| Höherer feuerwehrtechnischer Dienst   | A 14              | Brandoberrat                                                                                | BrdOR      | Goldene Einfassung, mit zwei goldenen Streifen    |
| Höherer feuerwehrtechnischer Dienst   | A 15              | Branddirektor                                                                               | BrdD       | Goldene Einfassung, mit drei goldenen Streifen    |
| Höherer feuerwehrtechnischer Dienst   | A 16              | Leitender Branddirektor                                                                     | Ltr BrdD   | Goldene Einfassung, mit vier goldenen Streifen    |
| Höherer feuerwehrtechnischer Dienst   | B 3               | Direktor beim Bundesamt für Infrastruktur, Umweltschutz und Dienstleistungen der Bundeswehr | DirBAIUDBw | Goldene Einfassung, mit fünf goldenen Streifen    |

## Militärisches Brandschutzpersonal
Das militärische Brandschutzpersonal in den Dienstgradgruppen der Unteroffizier mit und ohne Portepee führt die regulären Dienstabzeichen und -bezeichnungen der Soldaten der Bundeswehr.
| Uniformträgerbereich: Heer und Luftwaffe | Uniformträgerbereich: Heer und Luftwaffe | Uniformträgerbereich: Heer und Luftwaffe                                                                                             | Uniformträgerbereich: Heer und Luftwaffe                                                                             | Uniformträgerbereich: Heer und Luftwaffe                                                                                                   | Uniformträgerbereich: Heer und Luftwaffe                                                                                         | Uniformträgerbereich: Heer und Luftwaffe                                                                                              | Uniformträgerbereich: Heer und Luftwaffe                                                                                                  |
| Dienstgradgruppe                         | Unteroffiziere mit Portepee | Unteroffiziere mit Portepee | Unteroffiziere mit Portepee                                                                                          | Unteroffiziere mit Portepee | Unteroffiziere mit Portepee | Unteroffiziere ohne Portepee | Unteroffiziere ohne Portepee |
| ---------------------------------------- | --- | --- | --- | --- | --- | --- | --- |
| Schulterklappe                           | Dienstgradabzeichen eines Oberstabsfeldwebels der Heeresaufklärungstruppe auf Schulterklappe der Jacke des Dienstanzuges für Heeresuniformträger | Dienstgradabzeichen eines Stabsfeldwebels der Fernmeldetruppe auf Schulterklappe der Jacke des Dienstanzuges für Heeresuniformträger | Dienstgradabzeichen eines Hauptfeldwebels auf Schulterklappe der Jacke des Dienstanzuges für Luftwaffenuniformträger | Dienstgradabzeichen eines Oberfeldwebels der Heeresflugabwehrtruppe auf Schulterklappe der Jacke des Dienstanzuges für Heeresuniformträger | Dienstgradabzeichen eines Feldwebels der Artillerietruppe auf Schulterklappe der Jacke des Dienstanzuges für Heeresuniformträger | Dienstgradabzeichen eines Stabsunteroffiziers der Panzertruppe auf Schulterklappe der Jacke des Dienstanzuges für Heeresuniformträger | Dienstgradabzeichen eines Unteroffiziers der Panzergrenadiertruppe auf Schulterklappe der Jacke des Dienstanzuges für Heeresuniformträger |
| Dienstgradbezeichnung                    | Oberstabsfeldwebel | Stabsfeldwebel | Hauptfeldwebel | Oberfeldwebel | Feldwebel | Stabsunteroffizier | Unteroffizier |
| Abkürzung (normal/in Listen)             | OStFw/OSF | StFw/SF | HptFw/HF | OFw/OF | Fw/F | StUffz/SU | Uffz/U |
| NATO-Rangcode                            | OR-9 | OR-8 | OR-7 | OR-6 | OR-6 | OR-5 | OR-5 |
| Besoldungsgruppe                         | A9Z | A9 | A8Z | A7Z | A7 | A6 oder A7 | A5 |

| Uniformträgerbereich: Marine | Uniformträgerbereich: Marine | Uniformträgerbereich: Marine | Uniformträgerbereich: Marine | Uniformträgerbereich: Marine | Uniformträgerbereich: Marine | Uniformträgerbereich: Marine | Uniformträgerbereich: Marine                                                                                                   |
| Dienstgradgruppe             | Unteroffiziere mit Portepee | Unteroffiziere mit Portepee | Unteroffiziere mit Portepee | Unteroffiziere mit Portepee | Unteroffiziere mit Portepee | Unteroffiziere ohne Portepee | Unteroffiziere ohne Portepee                                                                                                   |
| ---------------------------- | --- | --- | --- | --- | --- | --- | --- |
| Ärmelabzeichen               | Dienstgradabzeichen eines Oberstabsbootsmannes (30-er Verwendungsreihe) auf dem Unterärmel der Jacke des Dienstanzuges für Marineuniformträger | Dienstgradabzeichen eines Stabsbootsmannes (40-er Verwendungsreihe) auf dem Unterärmel der Jacke des Dienstanzuges für Marineuniformträger | Dienstgradabzeichen eines Hauptbootsmannes (50-er Verwendungsreihe) auf dem Unterärmel der Jacke des Dienstanzuges für Marineuniformträger | Dienstgradabzeichen eines Oberbootsmannes (70-er Verwendungsreihe) auf dem Unterärmel der Jacke des Dienstanzuges für Marineuniformträger | Dienstgradabzeichen eines Bootsmannes (60-er Verwendungsreihe) auf dem Unterärmel der Jacke des Dienstanzuges für Marineuniformträger | Dienstgradabzeichen eines Obermaats (20-er Verwendungsreihe) auf dem Oberärmel der Jacke des Dienstanzuges für Marineuniformträger | Dienstgradabzeichen eines Maats (10-er Verwendungsreihe) auf dem Oberärmel der Jacke des Dienstanzuges für Marineuniformträger |
| Dienstgradbezeichnung        | Oberstabsbootsmann | Stabsbootsmann | Hauptbootsmann | Oberbootsmann | Bootsmann | Obermaat | Maat |
| Abkürzung (normal/in Listen) | OStBtsm/OSB | StBtsm/SB | HptBtsm/HB | OBtsm/OB | Btsm/B | OMaat/OMT | Maat/MT |
| NATO-Rangcode                | OR-9 | OR-8 | OR-7 | OR-6 | OR-6 | OR-5 | OR-5 |
| Besoldungsgruppe             | A9Z | A9 | A8Z | A7Z | A7 | A6 oder A7 | A5 |